# Mom (Fernsehserie)/Staffel 2
Die zweite Staffel der US-amerikanischen Sitcom Mom feierte ihre Premiere am 30. Oktober 2014 auf dem Sender CBS. Die deutschsprachige Erstausstrahlung wurde vom 26. Mai bis 11. August 2015 auf dem deutschen Free-TV-Sender ProSieben gesendet.

## Darsteller
| Figur                   | Darsteller              | Deutscher Sprecher         |
| ----------------------- | ----------------------- | -------------------------- |
| Christy Jolene Plunkett | Anna Faris              | Marie Bierstedt            |
| Bonnie Plunkett         | Allison Janney          | Traudel Haas               |
| Violet Plunkett         | Sadie Calvano           | Marie Christin Morgenstern |
| Gabriel                 | Nate Corddry            | Marius Götze-Clarén        |
| Baxter                  | Matt L. Jones           | Tommy Morgenstern          |
| Chef Rudy               | French Stewart          | Michael Pan                |
| Marjorie Armstrong      | Mimi Kennedy            | Isabella Grothe            |
| Roscoe Plunkett         | Blake Garrett Rosenthal | Carlos Fanselow            |
| Nebendarsteller         |                         |                            |
| Luke                    | Spencer Daniels         | Yoshi Grimm                |
| Jill Kendall            | Jaime Pressly           | Natascha Geisler           |
| Wendy Harris            | Beth Hall               | Gabriele Schramm-Philipp   |
| Candace Hayes           | Sara Rue                | Esra Vural                 |
| Claudia                 | Courtney Henggeler      | Julia Kaufmann             |
| Paul                    | Reggie De Leon          | –                          |
| Regina Thompkins        | Octavia Spencer         | Almut Zydra                |
| Alvin Biletnikoff       | Kevin Pollak            | Lutz Schnell               |
| Steve Casper            | Don McManus             | Detlef Bierstedt           |
| Beverly Tarantino       | Amy Hill                | Sonja Deutsch              |

## Episoden
| Nr. (ges.) | Nr. (St.) | Deutscher Titel               | Originaltitel                             | Erstausstrahlung USA | Deutschsprachige Erstausstrahlung (D) | Regie           | Drehbuch                                                                                                  | Quoten (USA) |
| --- | --------- | ----------------------------- | ----------------------------------------- | -------------------- | ------------------------------------- | --------------- | --- | ------------ |
| 23 | 1         | Wie gewonnen, so zerronnen    | Hepatitis and Lemon Zest                  | 30. Okt. 2014        | 26. Mai 2015                          | Ted Wass        | Nick Bakay, Gemma Baker & Marco Pennette Idee: Chuck Lorre & Eddie Gorodetsky                             | 11,13 Mio.   |
| Christy hat wiederholt Rückfallträume und spricht mit Marjorie darüber. Sie empfiehlt ihr, sich um die neu an das Treffen gekommene Jill zu kümmern, das lenkt ab. Bonnie erfährt vom Vermieter, dass Christy mit der Miete drei Monate im Rückstand ist. Er gibt ihnen eine Frist von 48 Stunden. Bonnie stellt Christy zur Rede und muss erfahren, dass das Geld, das sie hatte nicht für die Miete gereicht hätte, deshalb hat sie versucht mit Sportwetten zu mehr Geld zu kommen, hat aber alles verloren. Marjorie und Bonnie legen zusammen, damit Christy wenigstens eine Monatsmiete bezahlen und den Vermieter ruhigstellen kann. Im Restaurant hört sie zufällig, wie Chef Rudy eine Wette für ein Footballspiel platziert. Da der Tipp so sicher ist, kann Christy nicht widerstehen und wettet auch. Sie gewinnt auch und hat das Geld verfünffacht. Doch als sie das Restaurant am Abend verlässt wird sie überfallen und ausgeraubt. Da nun kein Geld mehr da ist flüchtet Christy mit Bonnie und den Kindern aus der Wohnung in ein Motel. |           |                               |                                           |                      |                                       |                 | |              |
| 24 | 2         | Schlimmer geht’s immer        | Figgy Pudding and the Rapture             | 6. Nov. 2014         | 2. Juni 2015                          | Ted Wass        | Alissa Neubauer, Sheldon Bull & Adam Chase Idee: Chuck Lorre & Susan McMartin                             | 10,80 Mio.   |
| Christy versucht im Restaurant mehr Arbeitszeit zu bekommen, aber Gabriel gibt sie nun seiner neuen Geliebten. Um zu mehr Trinkgeld zu kommen, gibt sie dann die sexy Bedienung, doch dies funktioniert auch nicht. In der Nacht taucht plötzlich die Polizei im Motel auf, kurz darauf gibt es eine Explosion in einem Nachbarzimmer. Bonnie und Christy flüchten mit den Kindern zu Marjorie. Da Christy eine Katzenhaarallergie hat, ist dies nicht sehr angenehm für sie. Alvin will Bonnie und Christy besuchen, findet aber in ihrem alten Haus nur Baxter vor, der wieder mal die Dusche benutzt. Beide fragen sich, wo die Familie ist, als der Vermieter dazukommt und ihnen erklärt, dass sie mitten in der Nacht geflüchtet sind. Alvin sucht Christy daraufhin bei der Arbeit auf, aber sie läuft vor ihm davon. Violet hat genug davon bei Marjorie zu wohnen und zieht zu einer Freundin. |           |                               |                                           |                      |                                       |                 | |              |
| 25 | 3         | Ein mörderisch gutes Angebot  | Chicken Nuggets and a Triple Homicide     | 13. Nov. 2014        | 9. Juni 2015                          | Ted Wass        | Eddie Gorodetsky, Alissa Neubauer & Adam Chase Idee: Chuck Lorre & Mike Binder                            | 11,07 Mio.   |
| An einem Treffen lernen Christy und Bonnie zufällig eine Frau kennen, die Maklerin ist und ihnen ein günstiges Haus auf dem Land anbietet. Christy ist skeptisch, weil sie das Gefühl hat, dass da etwas nicht stimmt. Bei der Hausbesichtigung gesteht sie dann ein, dass in dem Haus ein Dreifachmord geschehen ist. Christy will daraufhin sofort gehen, aber Bonnie überzeugt sie, dass die Chance, dass so etwas nochmals passiert, verschwindend gering ist. So entscheiden sie sich, das Haus zu mieten. Marjorie ist deswegen traurig, weil sie bei ihr wieder ausziehen. Als sie im Laden in der Nähe einkaufen, erzählt ihnen der Besitzer, was bei dem Mord genau passiert ist, und dass der Täter – ein Mann, der wie ein Fischer gekleidet war – noch nicht gefasst wurde. Nun fürchten sie sich doch ein wenig. Als sie am Abend beim Einräumen sind, klopft es an der Türe. Bis sie sich entschieden haben, wer öffnet, dauert es eine Weile und dann steht niemand mehr vor der Türe. Plötzlich erschrecken alle, als Alvin hinter ihnen steht, denn er ist in der Zwischenzeit durch den Garten ins Haus gekommen. Kurze Zeit später geht ein Gewitter nieder und jemand klopft an der Türe zum Garten, im Licht eines Blitzes sehen sie eine Person die wie ein Fischer gekleidet ist. In Panik flüchten alle zurück zu Marjorie, die sie gerne wieder aufnimmt. Als sich alle schlafen gelegt haben und Marjorie in ihr Schlafzimmer geht, hängt hinter der Türe die Bekleidung eines Fischers. |           |                               |                                           |                      |                                       |                 | |              |
| 26 | 4         | Kreative Jobsuche             | Forged Resumes and the Recommended Dosage | 20. Nov. 2014        | 9. Juni 2015                          | Ted Wass        | Gemma Baker, Sheldon Bull & Marco Pennette Idee: Chuck Lorre & Nick Bakay                                 | 10,19 Mio.   |
| Violet kommt mitten in der Nacht total betrunken nach Hause. Christy macht sich Sorgen, weil sie Angst hat, dass Violet das gleiche durchmacht wie sie damals. Dann findet sie aber heraus, dass Violet sich Sorgen um ihr Baby macht und sich deshalb nicht auf ihre Zukunftsplanung konzentrieren kann. So besucht Christy zusammen mit Violet die Adoptiveltern um ihr zu zeigen, dass es dem Baby gut geht. Bonnie sucht auf unkonventionelle Art nach Arbeit, indem sie die Arbeitgeber mit gefälschten Unterlagen zu täuschen versucht. Aber es funktioniert nicht so wie es sollte, bis sie zufällig in einem Schaufenster sieht, dass ein Hauswart gesucht wird. Sie bekommt die Stelle und dazu gratis eine Wohnung. |           |                               |                                           |                      |                                       |                 | |              |
| 27 | 5         | Baxter in besseren Kreisen    | Kimchi and a Monkey Playing Harmonica     | 27. Nov. 2014        | 16. Juni 2015                         | Ted Wass        | Susan McMartin, Sheldon Bull & Marco Pennette Idee: Chuck Lorre & Eddie Gorodetsky                        | 7,30 Mio.    |
| Bonnie und Christy sind mit den Kindern in die neue Wohnung gezogen, aber es hat zu wenige Schlafzimmer. Während Bonnie und Christy darüber streiten, wer auf dem Sofa schlafen muss, befindet sich Roscoes Zimmer im Wandschrank. Als Baxter vorbeikommt, um Roscoe abzuholen, fällt Christy auf, dass er gepflegt gekleidet ist. Er teilt ihr mit, dass er eine neue Freundin hat, die ein Haus besitzt und ihm einen Job im Autohaus ihres Vaters besorgt hat. Christy bittet Baxter, Roscoe nicht zu sehr zu verwöhnen und würde sich freuen, wenn sie seine Freundin kennen lernen würde. So kommt es, dass er mit Candace und Roscoe zu Christy ins Restaurant kommt, um zu essen. Christy ist eifersüchtig darauf, dass sie dem Jungen alles bieten können und verbietet ihm, bei Baxter und Candace zu übernachten. Sie merkt aber schnell, dass sie dem Glück ihres Sohnes nicht im Weg stehen darf. Bonnie und Alvin kommen sich bei der Reparatur einer Waschmaschine in der Waschküche näher. Da sie nicht weiß, wie sie sich verhalten soll, holt sie sich Rat bei Marjorie. Sie empfiehlt ihr, die Sache langsam angehen zu lassen und nur mit ihm zu schlafen, wenn sie sich sicher ist, dass eine dauerhafte Beziehung daraus wird. |           |                               |                                           |                      |                                       |                 | |              |
| 28 | 6         | Luxus macht nicht glücklich   | Crazy Eyes And A Wet Brad Pitt            | 4. Dez. 2014         | 16. Juni 2015                         | Ted Wass        | Chuck Lorre & Nick Bakay Idee: Gemma Baker, Alissa Neubauer, & Adam Chase                                 | 8,61 Mio.    |
| Bonnie und Christy holen Jill aus der Entzugsklinik ab und bringen sie nach Hause. Sie erzählt ihnen, wie einsam sie sich fühlt, seit sie geschieden ist. Als sie gehen wollen, bricht Jill zusammen, so beschließen sie, über Nacht zu bleiben und auf Jill aufzupassen. Dabei können sie den ganzen Luxus genießen, den die Villa bietet. Am nächsten Morgen gibt es aber Krach, weil Christy etwas Falsches sagt. Später kommt Jill zu Bonnie und Christy nach Hause und entschuldigt sich mit teuren Geschenken. Am Abend beim Treffen der AA ist Jill plötzlich total aufgedreht. Es stellt sich heraus, dass sie Koks genommen hat. Kurz darauf kollabiert sie. So führt ihr Weg übers Krankenhaus wieder zurück in die Entzugsklinik. Dafür darf Christy mit ihrer Familie so lange auf die Villa aufpassen. |           |                               |                                           |                      |                                       |                 | |              |
| 29 | 7         | Die Liste der Geständnisse    | Extra Mashed Potatoes And A Drunk Clown   | 11. Dez. 2014        | 23. Juni 2015                         | Ted Wass        | Gemma Baker, Marco Pennette, & Adam Chase Idee: Chuck Lorre & Alissa Neubauer                             | 10,75 Mio.   |
| Baxter schlägt Christy vor, dass Roscoe öfter bei ihm und Candace wohnen könnte, aber Christy fühlt sich deshalb in ihrer Mutterrolle zurückgesetzt und will nicht zustimmen. Zudem hat sie Zweifel, ob Baxter über längere Zeit der richtige Umgang für Roscoe wäre. Doch Violet macht ihr klar, dass Baxter trotz seiner Fehler für sie und Roscoe da war, als Christy es nicht konnte. Bonnie versucht sich bei Alvin zu entschuldigen für all die Vergehen, die sie während ihrer gemeinsamen Zeit begangen hat. Zunächst fühlt er sich ob der Menge der Untaten vor den Kopf gestoßen, zumal er viele Sachen nicht Bonnie zugeschrieben hatte. Doch schließlich können sie sich wieder zusammenraufen, weil die neu entfachte Liebe stärker ist. |           |                               |                                           |                      |                                       |                 | |              |
| 30 | 8         | Familientherapie              | Free Therapy And A Dead Lady’s Yard Sale  | 18. Dez. 2014        | 23. Juni 2015                         | Ted Wass        | Gemma Baker, Marco Pennette, & Adam Chase Idee: Chuck Lorre & Susan McMartin                              | 10,01 Mio.   |
| Bonnie beobachtet spätabends wie Violet hinter dem Haus mit einem anderen Mann herummacht und erzählt Christy, dass ihre Tochter Luke betrügt. Beide machen sich Sorgen um Violet und bringen sie dazu, eine Gratis-Therapie zu machen. Dies führt dazu, dass Violet wütend auf Christy und Bonnie wird. Sie will endlich wissen, wer ihr Vater ist. Christy hat dies bisher immer versucht zu verschweigen und gesteht nun ihrer Tochter, dass ihr leiblicher Vater sie regelmäßig geschlagen hat. Violet lässt aber nicht locker, und will wissen, wo er heute ist. Da Christy nicht will, dass sie ihm begegnet, behauptet sie, er sei bei einem Autounfall gestorben und geht mit ihr auf den Friedhof, wo sie ihr das Grab eines fremden Mannes zeigt. Dies verursacht bei Violet noch mehr Konfusion, weil sie nun nicht mehr weiß, auf wen sie wütend sein soll. |           |                               |                                           |                      |                                       |                 | |              |
| 31 | 9         | Ein fast perfekter Ehemann    | Godzilla and a Sprig of Mint              | 8. Jan. 2015         | 30. Juni 2015                         | Ted Wass        | Eddie Gorodetsky, Alissa Neubauer & Sheldon Bull Idee: Chuck Lorre & Nick Bakay                           | 12,29 Mio.   |
| Christy fragt bei Marjorie und ihrer Mutter nach, ob sie am Abend etwas gemeinsam unternehmen könnten, aber Marjorie hat eine Verabredung mit Victor und Bonnie trifft Alvin. So scheint Christys Abend allein langweilig zu werden, bis sie in der Waschküche auf den attraktiven, alleinstehenden Nachbarn Andy (Colin Hanks) trifft, der perfekt zu sein scheint, bis er eine wirklich seltsame persönliche Eigenart offenbart. Er ist sadomasochistisch veranlagt und hat in seinem Schlafzimmer eine ausgewachsene Folterkammer. Das ist definitiv nicht, was Christy sucht, also ergreift sie die Flucht und sperrt sich in ihrer Wohnung ein. Bonnies und Alvins romantische Pläne nach dem gemeinsamen Nachtessen bei Alvin zu Hause werden von Alvins Ex-Frau Lorraine (Beverly D’Angelo) gestört, als sie plötzlich in der Türe steht und Alvin Versöhnungssex anbietet. Daraufhin kommt es zu einem Streit zwischen den Frauen und Alvin steht plötzlich zwischen den Fronten. Als Lorraine dann noch zu Bonnie sagt, Alvin habe Christy als Fehler bezeichnet, hat sie genug und geht nach Hause. Kurze Zeit später kommt Alvin um sich zu entschuldigen und um ihr zu erklären, wie er das mit dem Fehler gemeint hatte, nämlich das es zu dem Zeitpunkt damals ein Fehler gewesen sei, ein Kind zu bekommen. Dies hat aber absolut nichts mit Christy zu tun. |           |                               |                                           |                      |                                       |                 | |              |
| 32 | 10        | Neue Ziele                    | Nudes and a Six Day Cleanse               | 15. Jan. 2015        | 30. Juni 2015                         | Jeff Greenstein | Marco Pennette, Adam Chase, & Gemma Baker Idee: Alissa Neubauer, Sheldon Bull, & Susan McMartin           | 10,84 Mio.   |
| Nachdem Christy bemerkt hat, dass sie länger als geplant Kellnerin ist, macht sie Schritte in Richtung einer neuen Karriere. Sie nutzt die zufällige Begegnung in ihrer AA-Gruppe mit Anwalt Steve und erklärt sich bereit, ihren Hochschul-Abschluss nachzuholen, damit sie Anwältin werden kann. Doch Steve ist ein wenig schräg, er wohnt in seinem Büro und nutzt die erste Gelegenheit um Christy zu küssen. So will sie alles wieder hinschmeißen, aber Violet ermutigt sie, nun deswegen nicht aufzugeben. So geht sie wieder zu Steve und macht ihm klar, dass sie unter ihren Spielregeln weiter für ihn arbeiten will. Bonnie und Alvin versuchen, ihre Jugend zurückzugewinnen, nachdem Alvin sich nicht mehr fit genug fühlt, nach dem Nachtessen noch ins Kino zu gehen und danach Sex zu haben. Bonnie ist enttäuscht, Alvin versucht es wiedergutzumachen, indem er sie an ein Konzert von Aerosmith einlädt. Dort stellen sie fest, dass sie die jüngsten Besucher sind. Als sie danach im Auto noch ein wenig herumfummeln werden sie von einem Polizisten kontrolliert und weil Bonnie den Mund nicht halten kann und den Polizisten beleidigt, landen sie im Gefängnis. |           |                               |                                           |                      |                                       |                 | |              |
| 33 | 11        | Ex und Exitus                 | Three Smiles and an Unpainted Ceiling     | 22. Jan. 2015        | 7. Juli 2015                          | Anthony Rich    | Chuck Lorre, Eddie Gorodetsky, & Nick Bakay Idee: Chuck Lorre & Eddie Gorodetsky                          | 11,05 Mio.   |
| Bonnie erzählt Alvin, dass die Wohnung gegenüber der Ihrigen frei geworden ist und Alvin schlägt spontan vor, sie zu mieten, damit er näher bei seiner Familie ist. Auch Christy und die Kinder sind einverstanden. So zieht er ein und macht damit einen großen Schritt in Richtung einer festen Beziehung mit Bonnie. Doch das Glück währt nicht lange, denn Alvin stirbt beim Sex mit Bonnie an einem Herzinfarkt. Alle sind schockiert, vor allem Violet macht sich Vorwürfe, weil sie eine Einladung von Alvin zum Essen mit der ganzen Familie ausgeschlagen hat. Dann werden sie noch von Lorraine und ihren Kindern von der Beerdigung ausgeladen. Bonnie lässt das aber nicht auf sich sitzen und setzt sich gegen Christy durch, die dem Frieden zuliebe wirklich nicht gehen wollte. Als Lorraine auf der Beerdigung das Wort ergreift und beginnt, Christy als Kind von Alvin zu verleugnen und Lügen über die Beziehung von Alvin und Bonnie zu verbreiten, hält es Bonnie nicht mehr auf ihrem Stuhl und sie weist Lorraine in die Schranken um Abschied von ihrer großen Liebe zu nehmen. |           |                               |                                           |                      |                                       |                 | |              |
| 34 | 12        | Asche und Katzenstreu         | Kitty Litter and a Class A Felony         | 29. Jan. 2015        | 7. Juli 2015                          | Jeff Greenstein | Gemma Baker, Adam Chase & Susan McMartin Idee: Chuck Lorre, Eddie Gorodetsky & Marco Pennette             | 11,78 Mio.   |
| Nach der Testamentseröffnung ist klar, dass Lorraine und ihre Kinder alles erben, weil das alte Testament, welches Alvin vor 15 Jahren aufgesetzt hat gültig ist. Das Neuere, das auch Bonnie, Christy und ihre Kinder berücksichtigen würde, hat Alvin nicht unterschrieben. Christy versucht doch noch etwas herauszuholen, indem sie mit Lorraine spricht, aber vergeblich. Danach ist sie gezwungen, Schadensbegrenzung durchzuführen, als Bonnie die Asche aus der Urne bei Lorraine klaut. Sie tauscht das Gefäß ihrer Mutter aus und gibt die Asche an die Söhne von Alvin zurück. Kurz darauf revanchieren sich die beiden mit einem Check bei ihrer Halbschwester Christy. |           |                               |                                           |                      |                                       |                 | |              |
| 35 | 13        | Ein neuer Alvin               | Cheeseburger Salad and Jazz               | 5. Feb. 2015         | 14. Juli 2015                         | Ted Wass        | Nick Bakay, Alissa Neubauer & Sheldon Bull Idee: Chuck Lorre & Eddie Gorodetsky                           | 11,65 Mio.   |
| Christy ist besorgt darüber, wie Bonnie Alvins Tod verarbeitet. So hat sie in Alvins Wohnung einen Schrein aufgebaut und verbringt viel Zeit dort. Doch gegenüber der Familie verleugnet sie es. Unter einem Vorwand lockt Christy sie zum Therapeuten, Bonnie will sich aber nicht helfen lassen. Als sie auf dem Heimweg einen Platten haben, wird es noch schwieriger, denn der Abschleppwagenfahrer namens Bill (Toby Huss) hat eine leichte Ähnlichkeit mit Alvin. Bonnie beginnt gleich mit ihm zu flirten, kurz darauf überredet sie ihn ins freie Appartement von Alvin einzuziehen. Doch bald merkt sie, dass sie ihn nicht zu dem machen kann, was sie sich vorstellt. So weicht sie ihm aus und lässt sich von Christy verleugnen, als Bill mit ihr sprechen will. Dabei wollte er ihr nur sagen, dass er keine Beziehung mehr mit ihr will, weil er nun mit Selene (April Bowlby), der Bedienung aus dem Diner zusammen ist. |           |                               |                                           |                      |                                       |                 | |              |
| 36 | 14        | Alle hassen Christy           | Benito Poppins and a Warm Pumpkin         | 12. Feb. 2015        | 14. Juli 2015                         | Ted Wass        | Chuck Lorre, Alissa Neubauer & Susan McMartin Idee: Nick Bakay & Britté Anchor                            | 10,22 Mio.   |
| Als Christy gerade bei ihrem Chef Gabriel ist, platzt seine Frau Claudia herein und erklärt ihm, dass sie sich scheiden lassen will. Zudem schmeißt sie ihn als Manager hinaus und befördert Christy zum Chef des Restaurants. Dabei entdeckt Christy, dass es nicht so einfach ist Chef zu sein, denn die Mitarbeiter tanzen ihr auf der Nase herum. Deshalb holt sie sich Rat bei Gabriel, der ihr klarmacht, dass sie als Chef nicht nett zu den Mitarbeitern sein darf. Bald darauf stellt sich der Erfolg ein und zum Dank schläft Christy mit Gabriel. Bonnie hat Probleme mit den Bewohnern im Gebäude, weil sie ihren Job nicht richtig macht, da ihr die handwerklichen Fähigkeiten fehlen. Beverly versucht sie feuern zu lassen, indem sie bei den anderen Bewohnern Unterschriften dafür sammelt. Als sich alle Bewohner zu einer Versammlung treffen taucht auch Bonnie auf und übt sanften Druck auf einzelne Personen aus, indem sie ihre geheimen Schwächen anspricht. Schnell ändert sich die Stimmung und Bonnie kann beruhigt weiter machen. |           |                               |                                           |                      |                                       |                 | |              |
| 37 | 15        | Sex mit Nervenkitzel          | Turkey Meatballs and a Getaway Car        | 26. Feb. 2015        | 21. Juli 2015                         | Ted Wass        | Chuck Lorre, Nick Bakay, Gemma Baker & Adam Chase Idee: Eddie Gorodetsky, Marco Pennette & Susan McMartin | 8,30 Mio.    |
| Nachdem Christy sich in einem Koffer in Gabriels Hotelzimmer vor Claudia versteckt hat, entdeckt sie, dass sie Sex am meisten genießt, wenn die Gefahr besteht, erwischt zu werden. So zwingt sie ihn dazu, es vor dem Haus von Claudia im Auto zu treiben und dann bestellt sie ihn ins Büro unter den Tisch, weil sie eine Besprechung mit Chef Rudy und Claudia hat. Als Claudia sie nach der Sitzung darum bittet, wieder mit Gabriel zusammenzukommen, damit sie ihm keine Alimente mehr zahlen muss, ist Christy konsterniert, Gabriel findet es toll, weil sie sich nicht mehr verstecken müssen. Bonnie erzählt Marjorie, dass sie kürzlich im Supermarkt kurz davor war, Alkohol zu trinken. Daraufhin ernennt Marjorie Bonnie zur neuen Leiterin des Frauentreffens, doch Bonnie nimmt die Rolle etwas zu ernst. Sie erlässt eine beschränkte Rededauer und versucht auch andere Regeln zu ändern. Sie merkt allerdings nicht, dass Marjorie dies nur getan hat, damit sie auf andere Gedanken kommt. |           |                               |                                           |                      |                                       |                 | |              |
| 38 | 16        | Drei Frauen für ein Halleluja | Dirty Money and a Woman Named Mike        | 5. März 2015         | 21. Juli 2015                         | Ted Wass        | Nick Bakay & Alissa Neubauer Idee: Chuck Lorre & Sheldon Bull                                             | 9,67 Mio.    |
| Marjorie bittet Christy und Bonnie zusammen ihre Freundin Regina im Gefängnis besuchen. Christy will nicht mitgehen, weil sie ein schlechtes Gewissen hat. Regina hatte ihr eine Schachtel mit 3000 Dollar anvertraut, die sie aus ihren Betrügereien abgezweigt hatte, Christy hat das Geld aber bei Sportwetten verloren. Regina verzeiht ihr, weil sie inzwischen zu Gott gefunden hat, und der Meinung ist, sie habe das schmutzige Geld nicht verdient. Regina hat auch noch eine gute Nachricht: sie wird frühzeitig auf Bewährung entlassen. Da sie nun kein Geld für eine Wohnung hat, bittet sie Marjorie, bei ihr wohnen zu dürfen. Aus Dankbarkeit dafür, dass Regina ihr verziehen hat, besucht Christy einen Gottesdienst mit ihr und ist begeistert. Sie glaubt nun auch, dass Gott helfen kann. Dies erfährt auch Marjorie, als sie Bonnie bittet Regina bei ihr aufzunehmen, weil sie es nicht mehr mit ihr aushält. Denn nach einem Meeting lernt Regina Jill kennen, die ihr sofort anbietet, bei ihr in der Villa zu wohnen, damit sie sich nicht so alleine fühlt. Nun will auch Bonnie wissen, ob sie eine Antwort darauf bekommt, wieso Gott ihr Alvin so früh genommen hat. In der Nacht hat sie in der Küche eine Begegnung mit Jesus, der ihr erklärt, dass die Zeit für Alvin gekommen war, weil er sich mit ihr und Christy versöhnt hat. Und auch, dass sie noch eine Aufgabe hat, die mit ihrer Tochter und ihren Enkelkindern zu tun hat. Nun geht auch Bonnie in die Kirche.        |           |                               |                                           |                      |                                       |                 | |              |
| 39 | 17        | Ein Professor für Violet      | A Commemorative Coin and a Misshapen Head | 12. März 2015        | 28. Juli 2015                         | Anthony Rich    | Chuck Lorre & Susan McMartin Idee: Eddie Gorodetsky & Nick Bakay & Susan McMartin                         | 9,09 Mio.    |
| Violet hat eine Verabredung mit ihrem neuen Freund Gregory (David Krumholtz). Christy und Bonnie machen sich Sorgen, weil Violet nichts über ihn erzählt. Als sie nachhaken, gesteht sie, dass er Psychologieprofessor an ihrer Schule und mehr als zwanzig Jahre älter ist als sie. Als sie ihn zum Essen einladen um ihn kennenzulernen, müssen sie feststellen, dass er ein umgänglicher und netter Mann ist, der sich unsterblich in Violet verliebt hat. Violet ist nur noch selten zu Hause, da sie nun meist bei Gregory übernachtet. Er besucht Christy, weil er etwas Wichtiges besprechen will. Es stellt sich heraus, dass er um Erlaubnis fragen will, ob er um die Hand von Violet anhalten darf. Bonnie und Christy sind skeptisch, erklären ihm aber, dass es letztlich Violet ist, die ja sagen muss. Kurz darauf taucht Violet zu Hause auf und verkündet, dass Gregory ihr einen Antrag gemacht hat. Zunächst war sie unsicher, aber als sie den Verlobungsring gesehen hatte sagte sie sofort ja. |           |                               |                                           |                      |                                       |                 | |              |
| 40 | 18        | Bonnie in Versuchung          | Dropped Soap and a Big Guy on a Throne    | 2. Apr. 2015         | 28. Juli 2015                         | Anthony Rich    | Chuck Lorre & Gemma Baker Idee: Eddie Gorodetsky & Nick Bakay & Susan McMartin                            | 8,62 Mio.    |
| Als Christy von der Arbeit nach Hause kommt, hört sie Hilferufe von Bonnie aus dem Badezimmer. Sie findet sie am Boden liegend mit einer Rückenverletzung, die sie sich zugezogen hat, als sie sich in der Dusche nach der Seife bücken musste und stürzte. Da Bonnie keine Krankenversicherung mehr hat will sie nicht zum Arzt, nachdem es aber ohne doch nicht geht, willigt sie ein. Es stellt sich heraus, dass es nur eine Muskelverletzung ist und der Arzt will ihr Schmerzmittel dagegen verschreiben. Aufgrund ihrer Vergangenheit lehnt Bonnie zunächst ab, Christy schlägt aber vor, Marjorie zu fragen. Sie sagt, es ist kein Problem, solange Christy die Einnahme überwacht. So darf Bonnie alle vier Stunden eine Tablette nehmen und Christy muss sich zusammenreißen, nicht selbst eine zu nehmen. Als Christy am nächsten Tag zur Arbeit gehen muss, fragt sie Bonnie noch, ob sie alles hat und redet ihr nochmals ins Gewissen, die nächste Tablette erst in vier Stunden zu nehmen. Doch Bonnie kann der Versuchung nicht widerstehen und erleidet einen Rückfall. Bei der Nachkontrolle im Krankenhaus tut sie so, als ob sie noch Schmerzen hat, damit sie nochmals Tabletten verschrieben bekommt. |           |                               |                                           |                      |                                       |                 | |              |
| 41 | 19        | Alles für die Katz            | Mashed Potatoes and a Little Nitrous      | 9. Apr. 2015         | 4. Aug. 2015                          | James Widdoes   | Chuck Lorre & Marco Pennette Idee: Gemma Baker, Sheldon Bull & Susan McMartin                             | 9,03 Mio.    |
| Bonnie versucht vor ihren Freundinnen zu verheimlichen, dass sie einen Rückfall hat, ihre überdrehte Art fällt aber auf. Als sie bei Beverly die Toilettenspülung reparieren muss schnüffelt sie herum und findet im Spiegelschrank Schmerzmittel. Marjorie denkt, Bonnie brauche Gesellschaft und verschafft ihr ein Date mit ihrem Zahnarzt. Sie simuliert beim Essen mit ihm Zahnschmerzen und so gehen sie in die Praxis, wo sie sich gemeinsam mit Lachgas zudröhnen. Gleichzeitig erfährt Christy von Beverly, dass sie vermutet, Bonnie habe ihr Schmerztabletten gestohlen. Als Bonnie nach Hause kommt, stellt Christy sie wegen den Tabletten zur Rede, Bonnie kann sich aber herausreden. Beim nächsten Meeting erzählt Marjorie, dass sich ihr Zahnarzt selbst in die Entzugsklinik eingewiesen hat, weil er einen Rückfall hatte. Jetzt erst wird ihnen klar, dass auch Bonnie wieder abhängig geworden ist. Sie versucht zu flüchten, doch Christy holt sie im Park ein und sagt ihr, wie enttäuscht sie ist und lässt sie stehen. Mitten in der Nacht ruft ihre Mutter an, weil sie wegen Fahrens in angetrunkenen Zustand festgenommen wurde. Zunächst will Christy sie sofort abholen, als Bonnie aber wieder beginnt, die Schuld bei den Anderen zu suchen, entscheidet sie, sie erst am nächsten Morgen zu erlösen. |           |                               |                                           |                      |                                       |                 | |              |
| 42 | 20        | Auf Entzug                    | Sick Popes and a Red Ferrari              | 16. Apr. 2015        | 4. Aug. 2015                          | James Widdoes   | Alissa Neubauer & Adam Chase Idee: Chuck Lorre, Eddie Gorodetsky & Nick Bakay                             | 9,60 Mio.    |
| Christy holt Bonnie vom Gefängnis ab, ist aber sehr wütend auf sie. Auch Bonnie ist wütend, weil Christy sie eine Nacht im Gefängnis hat schmoren lassen. Zuhause versammeln sich die Frauen von ihrem Treffen, um ihr durch den Entzug zu helfen und wieder clean zu werden. Nur Christy hat kein Verständnis dafür, wie sich alle liebevoll um Bonnie kümmern. Sie geht ins Casino um ihren Frust zu verarbeiten und verspielt ihr letztes Geld. Erst Gespräche mit Jill und Marjorie können ihr helfen eine andere Perspektive auf die Dinge zu gewinnen. So kann sie ihrer Mutter wenigstens teilweise verzeihen. |           |                               |                                           |                      |                                       |                 | |              |
| 43 | 21        | Waffen(un)ruhe                | Patient Zero and the Chocolate Fountain   | 23. Apr. 2015        | 11. Aug. 2015                         | James Widdoes   | Chuck Lorre, Eddie Gorodetsky, Nick Bakay & Marco Pennette Idee: Adam Chase, Gemma Baker & Susan McMartin | 9,01 Mio.    |
| Bonnie muss wegen ihrer Trunkenheit am Steuer vor Gericht erscheinen. Steve vertritt sie als Anwalt und hat mit dem Richter bereits eine Strafmilderung ausgehandelt, sofern Bonnie sich schuldig bekennt und sich entschuldigt. Doch Bonnie will nicht einsehen, dass sie daran schuld ist und schiebt alles auf die Anderen. Dafür kassiert sie eine höhere Strafe und verliert ihren Führerschein. Christy kann dies nicht verstehen und streitet sich nur noch mit ihr. Auch als Marjorie danach verkündet, dass sie den Krebs besiegt hat, können die beiden nicht aufhören. Bonnie hat es satt, dass Christy sie nicht tun lässt, was sie will, und die gesamte Gruppe hat es satt, dass beide egoistisch sind und die ganze Zeit streiten. Auch ein Abendessen bei Gregory und Violet ruinieren sie, dabei hätte Violet eine tolle Neuigkeit zu verkünden gehabt. Sie hat die Schule als Jahrgangsbeste abgeschlossen, Bonnie meinte natürlich, sie gebe jetzt bekannt, sie sei schwanger, was Violet sehr kränkt. Als sie auf dem Nachhauseweg noch bei Marjorie vorbeischauen wollen um sich zu entschuldigen, stellen sie fest, dass dort eine Party im Gang ist, zu der sie nicht eingeladen wurden. Danach sehen sie endlich ein, dass sie vieles selbst falsch gemacht haben und einmal die Schuld auch auf sich nehmen müssen. Bonnie umarmt daraufhin auf der Weiterfahrt Christy, worauf sie einen Unfall bauen.                                                                                   |           |                               |                                           |                      |                                       |                 | |              |
| 44 | 22        | Nestflucht                    | Fun Girl Stuff and Eternal Salvation      | 30. Apr. 2015        | 11. Aug. 2015                         | James Widdoes   | Chuck Lorre & Warren Bell Idee: Alissa Neubauer & Sheldon Bull                                            | 8,78 Mio.    |
| Als Roscoe verkündet, dass er mit seinem Vater in seinem neuen Haus leben möchte, ist Christy am Boden zerstört und sie gibt Bonnie die Schuld dafür. Sie will deshalb die Konsequenzen ziehen und bei ihr ausziehen, um von ihr wegzukommen. Christys Bemühungen, eine neue Lebenssituation zu finden, funktionieren jedoch nicht gut. Als sie zunächst bei Jill unterkommen will, stört sie sich rasch an den religiösen Sachen von Regina. Also versucht sie es bei ihrer Tochter und Gregory, doch da muss sie zuhören, wie die beiden sofort zu streiten beginnen. Schließlich landet sie bei Marjorie, doch ihre Katzenallergie, die Anwesenheit von Victor und die Geräusche vom Liebesspiel lassen sie ebenfalls flüchten. Bonnie sieht ein, dass sie einen Fehler gemacht hat und will Christy zurückholen. Doch als sie bei Jill eintrifft ist Christy schon weg. Bei Violet und Gregory kommt sie auch zu spät, danach verliert sich für sie die Spur von Christy. Also kehrt sie wieder nach Hause zurück und muss mit Erstaunen feststellen, dass Christy ebenfalls zurückgekehrt ist, weil sie eingesehen hat, dass sie Bonnie nicht die Schuld dafür geben kann, dass Roscoe ausziehen wollte. |           |                               |                                           |                      |                                       |                 | |              |

## DVD-Veröffentlichung
In den Vereinigten Staaten wurde die DVD zur zweiten Staffel am 29. September 2015 veröffentlicht. In Deutschland ist die DVD zur zweiten Staffel am 3. Dezember 2015 erschienen.